# Sineleotris namxamensis
Sineleotris namxamensis is een straalvinnige vissensoort uit de familie van de zeegrondels (Odontobutidae). De wetenschappelijke naam van de soort is voor het eerst geldig gepubliceerd in 2004 door Chen & Kottelat.